# جيوفاني سيانفريجليا
جيوفاني سيانفريجليا (5 أبريل 1935 - 30 أكتوبر 2024)، المعروف أيضًا باسم كين وود، هو ممثل سينمائي ورجل أعمال إيطالي. ظهر في أكثر من 100 فيلم من عام 1958 إلى عام 2000.

## روابط خارجية
- جيوفاني سيانفريجليا على موقع IMDb (الإنجليزية)
- جيوفاني سيانفريجليا على موقع أول موفي (الإنجليزية)
- جيوفاني سيانفريجليا على موقع قاعدة بيانات الفيلم (الإنجليزية)